# Monaster Hîrbovăț
Monaster Hîrbovăț lub Hârbovăț, Monaster Herbowiecki – prawosławny męski klasztor w Mołdawii, na północ od wsi Hîrbovăț, w jurysdykcji eparchii Ungheni i Nisporeni Mołdawskiego Kościoła Prawosławnego.

## Historia
Monaster został ufundowany w 1730 r. przez bojara mołdawskiego Constantina Carpuza, według niektórych źródeł – dla czterech mnichów, którzy zbiegli z klasztoru Bersan na Podolu. W 1790 r. wspólnota otrzymała od żony rosyjskiego generała Nikołaja Ałbadujewa ikonę Matki Bożej, którą nazwano następnie Herbowiecką (od zruszczonej nazwy monasteru) i która stała się najcenniejszym elementem wyposażenia monasteru. Do 1812 r. klasztor był trzykrotnie niszczony przez Turków. Następnie świecki Stefan Lupu wzniósł na jego potrzeby cerkiew Zaśnięcia Matki Bożej, zaś w 1870 r. mnisi Nataniel i Hieronim zbudowali drugą świątynię Zstąpienia Ducha Świętego. 
Monaster był nieprzerwanie czynny do 1962 r., kiedy został zamknięty przez władze radzieckie jako jeden z ostatnich prawosławnych klasztorów w Mołdawskiej SRR. Jako że w poprzednich latach likwidowane były inne męskie wspólnoty monastyczne Mołdawii, w Monasterze Herbowieckim żyli w momencie jego zamknięcia także mnisi przeniesieni do niego z monasterów Căpriana, Țiganesti i innych. Wyposażenie monasteru zostało zniszczone – krótko po zamknięciu spalono przechowywane w nim księgi liturgiczne, ikony i archiwum. W klasztorze urządzono szkołę dla niepełnosprawnych dzieci, w dawnej cerkwi – szkolny klub. Dyrekcja szkoły podjęła decyzję o odnowieniu świątyni dopiero w latach 1988–1989.
W 1992 r. monaster Hîrbovăț został zwrócony Cerkwi prawosławnej. Na czele odnowionej wspólnoty stanął archimandryta Serafin. W latach 1990–1991 dokończono restaurację głównej cerkwi Zaśnięcia Matki Bożej, ponownie wyświęconej w 1992 r., natomiast w 1993 r. wznowione zostały nabożeństwa w mniejszej świątyni Zstąpienia Ducha Świętego. W tym samym roku przy monasterze otwarto szkołę psalmistów cerkiewnych.

### Przełożeni monasteru
- archimandryta Serafin (1805–1827)
- archimandryta Joannicjusz (1827–1851)
- archimandryta Mitrofan (1851–1852)
- archimandryta Tichon (1852–1853)
- ihumen Geroncjusz (1853–1857)
- archimandryta Hieronim (1857–1863)
- archimandryta Nataniel (1863–1873)
- archimandryta Serafin (1873–1875)
- ihumen Leonid (1875–1879)
- archimandryta Hilarion (1879–1885)
- ihumen Synezjusz (1885–1887)
- ihumen Izajasz (1887–1888)
- hieromnich Nikodem (1888–1890)
- archimandryta Paisjusz (1890–1891)
- ihumen Leonid (1891–1893)
- archimandryta Innocenty (1893–1906)
- archimandryta Teognost (1906)
- archimandryta Teognost (1918)[1].
- ihumen Serafin (po 1992)[1]
- ihumen Nikander (Munteanu)[2]
- archimandryta Jan (Moșneguțu)[3]
- ihumen Sawa (Burduja)[2]
- Spirydon (Marin)[4]

Począwszy od 2012 przełożeni monasteru są jedynie namiestnikami, natomiast honorowe zwierzchnictwo nad wspólnotą należy do biskupa Ungheni i Nisporeni.

## Architektura
Główna cerkiew monasterska wzniesiona jest na planie prostokąta. Posiada jedną czterokondygnacyjną wieżę-dzwonnicę, umieszczoną nad przedsionkiem. Wnętrze świątyni jest trójdzielne, znajduje się w nim ikonostas z 1997 r. Wnętrze budynku zdobione jest ponadto tylko skromnymi freskami. Szczególną czcią w monasterze otaczana jest ikona św. Pantelejmona z cząstką relikwii oraz kopia cudotwórczej ikony Zaśnięcia Matki Bożej. Od ponownego otwarcia klasztoru Herbowiecka Ikona Matki Bożej jest do niego przenoszona tylko na wybrane miesiące zimowe, przez pozostałą część roku wystawiana jest dla kultu w różnych cerkwiach w całej Mołdawii.